# Václav Kadlec
Václav Kadlec (Praga, República Checa, 20 de mayo de 1992) es un futbolista checo que juega de delantero en el F. K. Viktoria Žižkov de la Liga de Fútbol de Bohemia.
Se retiró en febrero de 2020, a los 27 años de edad, como consecuencia de los recurrentes problemas que sufría en la rodilla. En septiembre de 2021 decidió volver a los terrenos de juego.

## Selección nacional
El 12 de octubre de 2010, Kadlec hizo su primera aparición en la selección absoluta, en un partido válido para la clasificación para la Eurocopa 2012 contra Liechtenstein y anotó en su debut, convirtiéndose en el goleador más joven en la historia de la selección checa absoluta. Fue elegido el talento checo del año en los premios del futbolista checo del año de 2010. Más adelante en ese mismo año, hizo su debut para la selección sub-21, marcándolo también con un gol. También representó al equipo en el Campeonato de Europa Sub-21 de Fútbol de la UEFA 2011, que se realizó en Dinamarca.

### Goles internacionales
| # | Fecha                 | Estadio                                          | Oponente      | Gol | Resultado | Competición                         |
| - | --------------------- | ------------------------------------------------ | ------------- | --- | --------- | ----------------------------------- |
| 1 | 12 de octubre de 2010 | Rheinpark Stadion, Vaduz, Liechtenstein          | Liechtenstein | 2-0 | 2-0       | Clasificación para la Eurocopa 2012 |
| 2 | 11 de octubre de 2013 | Estadio Nacional, Ta' Qali, Malta                | Malta         | 4-1 | 5-1       | Clasificación para el Mundial 2014  |
| 3 | 31 de agosto de 2016  | Lokotrans Aréna, Mladá Boleslav, República Checa | Armenia       | 2-0 | 3-0       | Partido amistoso                    |
| 4 | 8 de octubre de 2017  | Doosan Arena, Pilsen, República Checa            | San Marino    | 5-0 | 5-0       | Clasificación para el Mundial 2018  |

## Clubes
| Club                        | País            | Año       | Partidos | Goles |
| --------------------------- | --------------- | --------- | -------- | ----- |
| A. C. Sparta Praga          | República Checa | 2008-2013 | 165      | 46    |
| Eintracht Fráncfort         | Alemania        | 2013-2015 | 39       | 10    |
| A. C. Sparta Praga (cedido) | República Checa | 2015      | 14       | 10    |
| F. C. Midtjylland           | Dinamarca       | 2016      | 23       | 3     |
| A. C. Sparta Praga          | República Checa | 2016-2020 | 44       | 11    |
| F. K. Mladá Boleslav        | República Checa | 2021-2022 | 2        | 0     |
| F. K. Jablonec              | República Checa | 2022      | 9        | 0     |
| F. K. Viktoria Žižkov       | República Checa | 2022-     |          |       |

## Palmarés

### Títulos nacionales
| Título                          | Club         | País            | Año     |
| ------------------------------- | ------------ | --------------- | ------- |
| Liga de la República Checa      | Sparta Praga | República Checa | 2009-10 |
| Supercopa de la República Checa | Sparta Praga | República Checa | 2013    |
| Liga de la República Checa      | Sparta Praga | República Checa | 2013-14 |